# Paul Hoeffer
Paul Höffer (Wuppertal, 21 de diciembre de 1895-Berlín, 31 de agosto de 1949) fue un compositor alemán.
Se perfeccionó en la Hochschule de Berlín con el profesor Franz Schreker y, desde 1923, fue profesor en la misma escuela. En 1936 con la composición Olympisch Schwur consiguió la medalla de oro de las olimpiadas. Entre sus mayores méritos se citan la fundación en 1945 del Instituto Musical para extranjeros en Berlín-Zehlendorf y en 1948 la dirección de la Hochschule de Berlín- Charlotteenburg, donde tuvo entre otros alumnos a Ernst-Lothar von Knorr.
Fue un fecundo autor de obras teatrales, orquestales, radiofónicas y de cámara.